# Cándido Mesa
Cándido Mesa Rosell (ur. 2 lutego 1965 w Hawanie, zm. 3 stycznia 2017 tamże) – kubański zapaśnik w stylu wolnym i klasycznym. Jedenasty na Igrzyskach w Barcelonie 1992 w wadze do 130 kg.
Trzykrotny uczestnik mistrzostw świata, dwukrotny medalista w 1982 i 1983 roku. Dwukrotnie najlepszy na igrzyskach panamerykańskich w 1983 roku w obu stylach walki. Brązowy medalista na mistrzostwach panamerykańskich w 1992.